# Municipio de Isidoro Noblía
El municipio de Isidoro Noblía es uno de los nueve municipios existentes en el departamento de Cerro Largo, Uruguay. Su sede es la localidad homónima.

## Localización
El municipio se encuentra situado en la zona norte del departamento de Cerro Largo.

## Historia
A través del decreto N.º 11/13 del 15 de abril de 2013 la Junta Departamental de Cerro Largo, de acuerdo con la propuesta de la Intendencia Departamental, decretó la creación de un nuevo municipio en la localidad de Isidoro Noblía, de acuerdo con las disposiciones de la Ley N.º 18567 que determina la creación de municipios en aquellas localidades con más de 2000 habitantes a partir de 2015. A través de la Ley N.º 19319, y en cumplimiento de la Ley N.º 19272, se efectivizó su creación y fueron adjudicadas a dicho municipio las circunscripciones electorales GEC y GED del departamento de Cerro Largo, limitándose su territorio al área urbana y suburbana de la localidad catastral correspondiente.
El 25 de octubre de 2018 a través del decreto de la Junta Departamental de Cerro Largo N.º 28/2018, fue modificado el territorio del municipio, ampliándolo a todo el territorio correspondiente a las series (circunscripciones) electorales GEC y GED y, a además al de la serie GEF.

## Autoridades
La autoridad del municipio es el Concejo Municipal, compuesto por el Alcalde y cuatro Concejales.
Alcaldes según período:
| Nº | Alcalde      | Partido             | Inicio del mandato      | Fin del mandato         | Observaciones     | Concejales                                                                            |
| -- | ------------ | ------------------- | ----------------------- | ----------------------- | ----------------- | ------------------------------------------------------------------------------------- |
| 1  | Favio Freire | Partido Nacional PN | julio de 2015           | 26 de noviembre de 2020 | Alcalde elegido   | Juan C. Méndez (PN) María Costa (PN) Miguel Rodríguez (PN) Paulo Beck (FA)            |
| 2  | Favio Freire | Partido Nacional PN | 27 de noviembre de 2020 | 2025                    | Alcalde reelegido | Alter Luzardo (PN) Jenifer Márquez (PN) Fabricio Hernández (PN) Miguel Rodríguez (PN) |